# Untold Stories
Untold Stories è il disco di debutto dei The New Story, pubblicato nell'aprile del 2006 su Freshman Records. Poco dopo lo stesso album viene pubblicato anche in Giappone, a settembre in Europa e infine, tornando in Italia, troviamo la ristampa della EMI/Virgin.

## Il disco
Il disco è composto da 11 tracce di cui 10 scritte dalla band, in particolare dal cantante Johnny, mentre Torn, la decima traccia, è una cover della cantante australiana Natalie Imbruglia.
La prima traccia, intitolata Streetlights, è il primo singolo estratto dal disco ed il video è diretto da Stefano Bertelli. Il pezzo è molto aggressivo e cattura subito l'attenzione d'ascoltatore. Lo stesso Bertelli dirigerà in seguito anche il videoclip di Blind che riscuote grande successo nel programma per teenager Total Request Live, trasmesso su MTV.
Rimanendo nel capitolo dedicato ai videoclip ad inizio 2007 viene trasmesso il terzo videoclip: More Than Life. Anche questo brano riscuote un buon successo raggiungendo la prima posizione a TRL.
Altre canzoni spaziano da Broken Soul, un pezzo molto travolgente, a canzoni più lente come la conclusiva Way Back Home.

## Tracce
1. Streetlights
2. Denise
3. More Than Life
4. The Line
5. Blind
6. Love and Reclusion
7. Same New Story
8. Untold Stories
9. Broken Soul
10. Torn
11. Way Back Home